# WESTビジョン
WESTビジョン（ウェストビジョン）とは、西日本旅客鉄道（JR西日本）が導入している列車搭載型のデジタルサイネージ（電子広告）である。三菱電機のトレインビジョンシステムを採用している。

## 概要

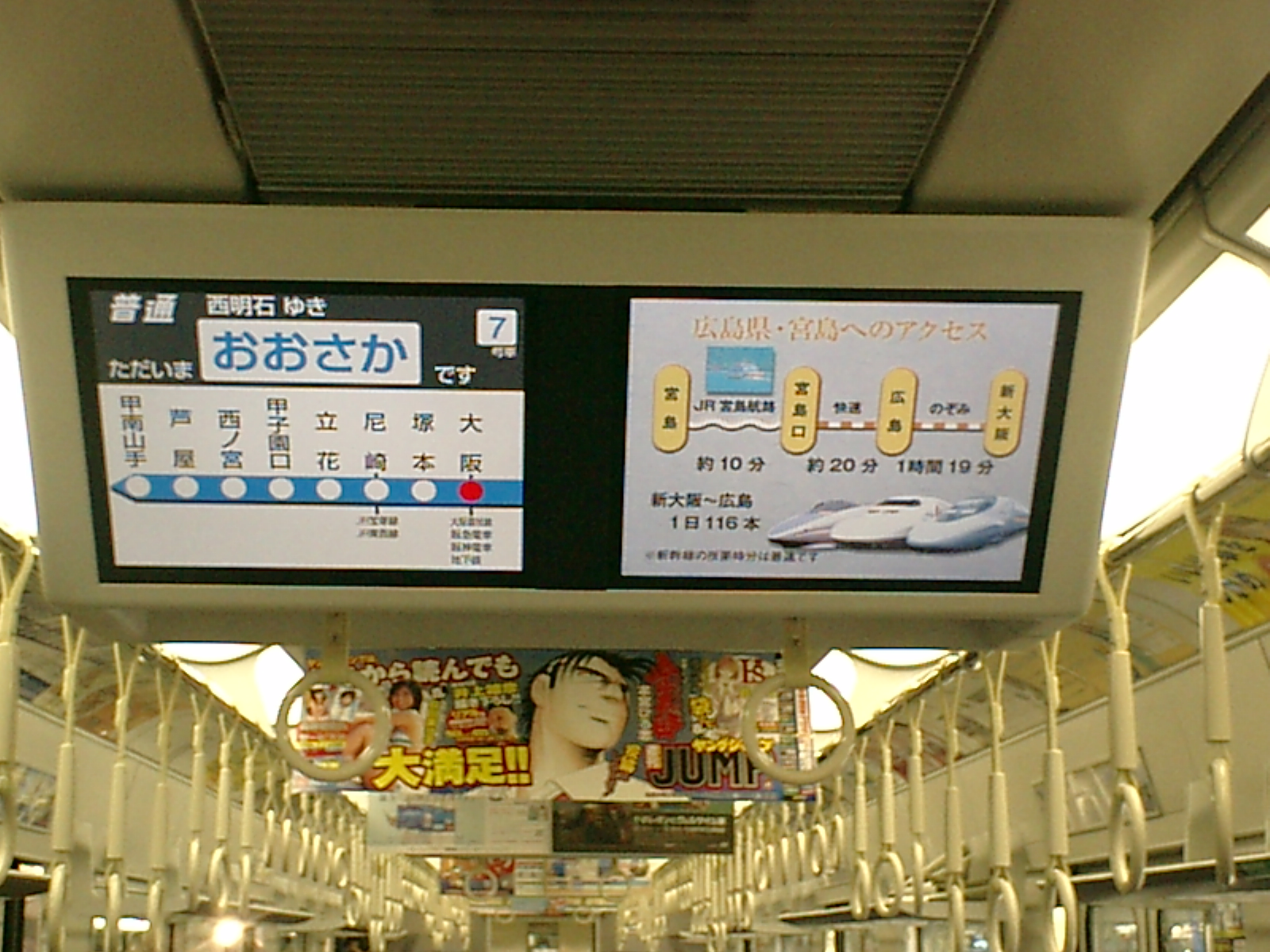
JR西日本321系に設置のWESTビジョン

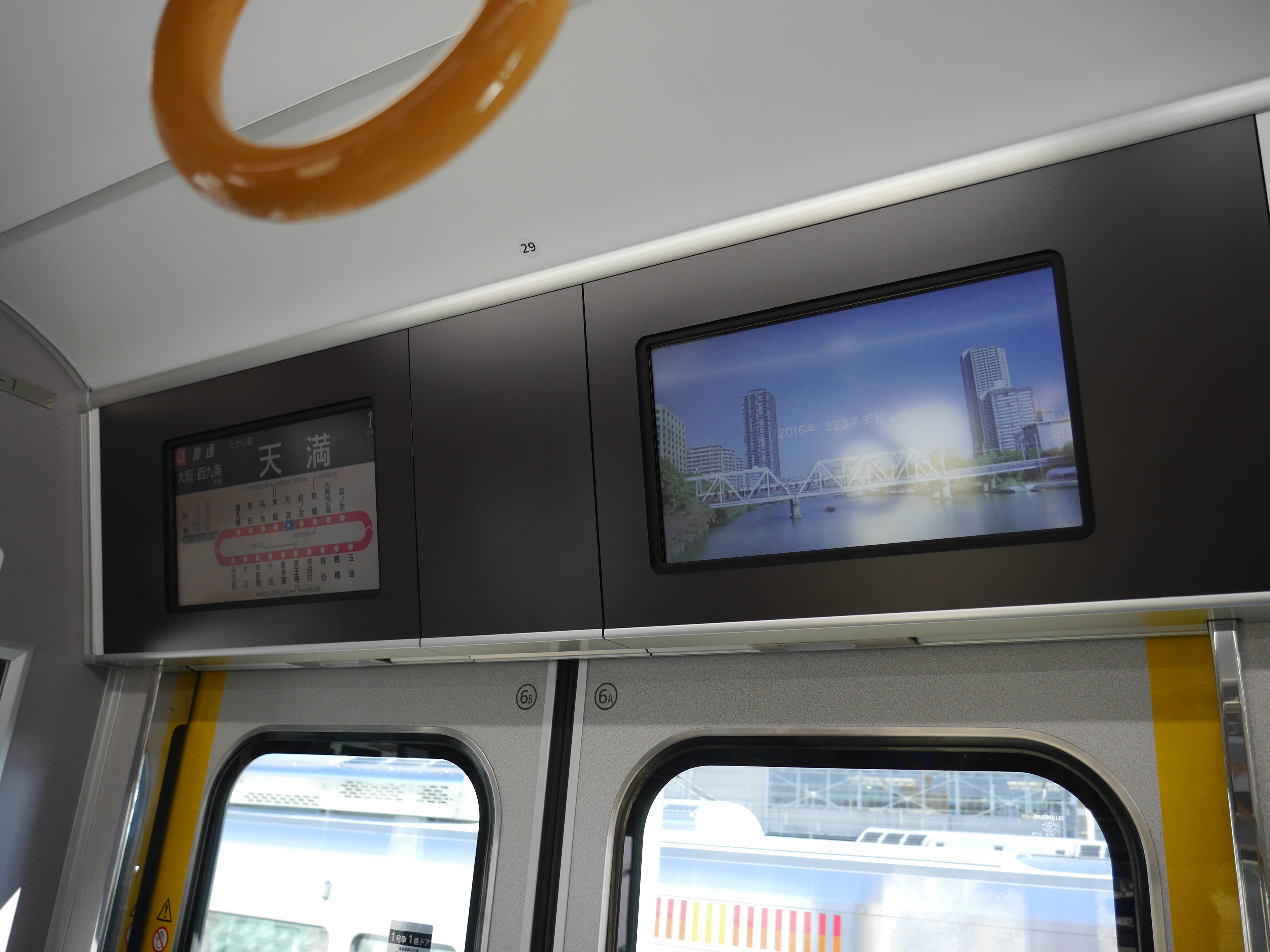
JR西日本323系に設置のWESTビジョン

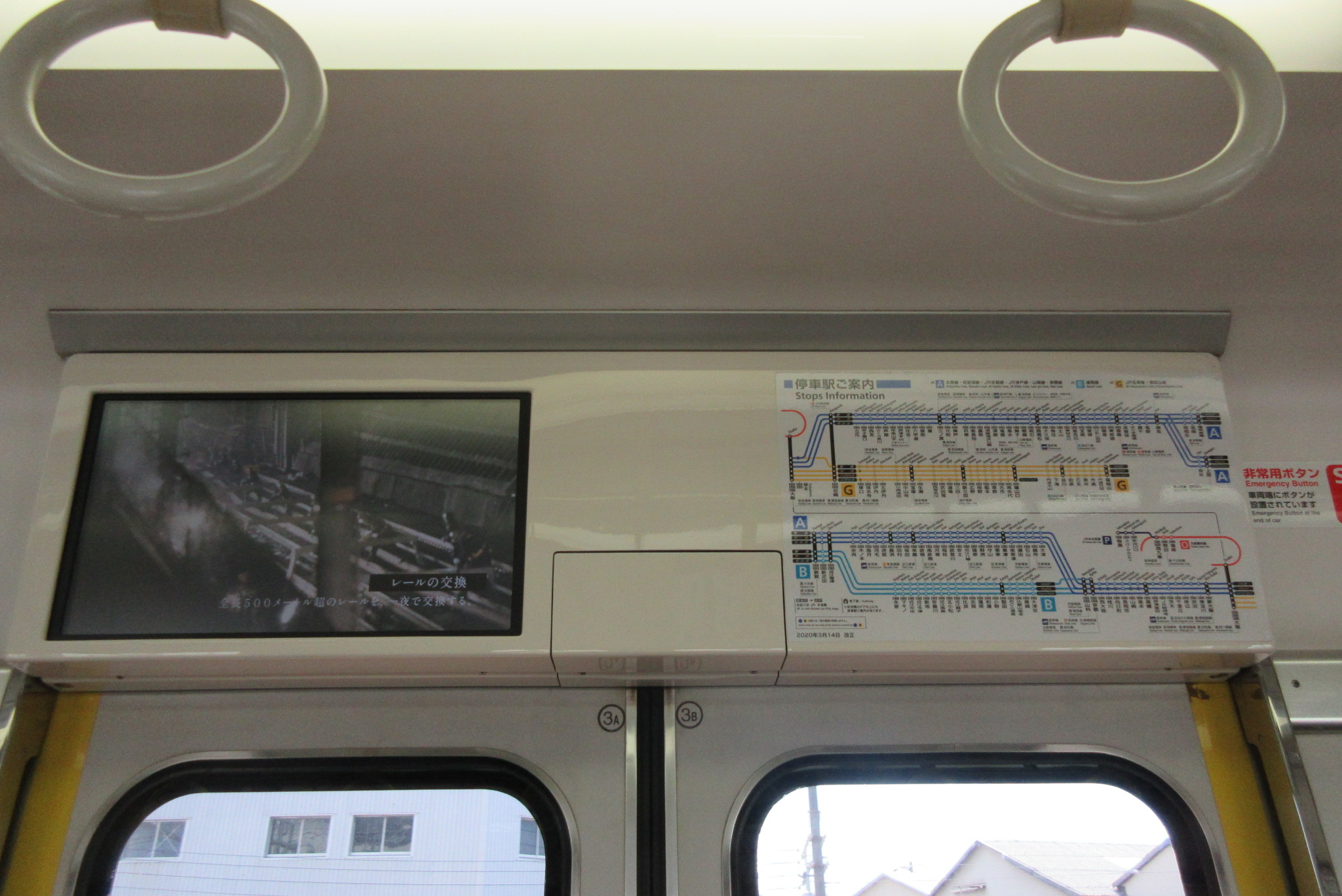
JR西日本223系2000番台に設置のWESTビジョン

アーバンネットワークを走行する321系電車、225系電車および323系電車に搭載されている液晶モニターによって表示されている電子広告で、2005年12月1日に運転を開始した321系電車から初めて導入され、その後2010年12月1日からは225系電車でも導入された。

## 表示装置
321系や225系には19型の液晶モニターが左右1組、各車両に6か所、323系には17型の液晶モニターが左右1組、各車両に8か所配置されている。このうち右側の画面がデジタルサイネージとして使用され、11分 - 14分が1ロールとなっており、一般広告、JR西日本の広告のほか、生活情報やNHKニュース（Pickup NEWS）・天気予報などの番組も放映されている。
なお左側のモニターには、停車駅（接続駅は接続路線表示）が アーバンネットワークのラインカラーで日本語・英語・中国語・韓国語の4か国語が交互で表示され、不通、遅延の運行情報などJR西日本が旅客に対する案内用として使用されている。

## 搭載車両
- 321系電車
- 225系電車
- 323系電車 - 設置場所がこれまでとは変わり、各ドア上、貫通扉上に変更された。画面も17インチ二画面×8か所に変更。また、製造も日立製作所[要出典]である。
- 223系1000・2000番台電車 - 2021年までに330両を対象に設置。従来の字幕式から更新され、各ドア上20.7インチ一画面×6か所、旅客案内用3か所、デジタルサイネージ3か所の千鳥配置となる[3]。WESTビジョンが既存車両に追加装備されるのはこれが初めてとなる。

## データの配信システム
広告データは、列車の運用終了後に車両基地で1編成ずつ交換作業を行っていたが、交換作業をするには線路内を歩かなければならないという危険が伴うほか、全車両のデータ交換に約1か月の期間を要していたことから、改善が進められ、ケイ・オプティコム（現・オプテージ）のIP-VPNを活用した無線データ配信システムが開発された。
このシステムは、JR西日本コミュニケーションズの本社内に設けられたセンターから IP-VPN を利用して拠点駅に設けられた装置に対して広告データを送信しており、拠点駅では無線装置を利用して列車に対して広告データを送信している。